# Blaesodiplosis crataegifolia
Blaesodiplosis crataegifolia är en tvåvingeart som först beskrevs av Ephraim Porter Felt 1907.  Blaesodiplosis crataegifolia ingår i släktet Blaesodiplosis och familjen gallmyggor. Inga underarter finns listade i Catalogue of Life.